# Myxobolus goensis
Myxobolus goensis is een microscopische parasiet uit de familie Myxobolidae. Myxobolus goensis werd in 2004 beschreven door Eiras & D'Souza. 